# تاجة زكي
تاجة زكي ممثلة وراقصة مصرية من مواليد القاهرة في 16 مارس عام 1925 وتنحدر من عائلة فقيرة ووالدها عامل يدوي بسيط. بدأت العمل في كازينو بديعة مصابني وتعلمت هناك الرقص الشرقي. اكتشفها المخرج صلاح أبو سيف عام 1948 لتشارك في أول أعمالها بفيلم «مغامرات عنتر وعبلة» مع سراج منير وكوكا وزكي طليمات. عادت للرقص في الملاهي ثم اعتزلت الفن مبكراً.
توفت في 2 نوفمبر عام 1975 عن عمر يناهز 50 سنة وكان رصيدها السينمائي 5 أفلام فقط.

## قائمة أعمالها
- فيلم «مغامرات عنتر وعبلة» للمخرج صلاح أبو سيف عام 1948[5][6]
- فيلم «ابن الفلاح» للمخرج عبد الفتاح حسن عام 1948[7][8]
- فيلم «ماكانش عالبال» للمخرج حسن رمزي عام 1950[9][10]
- فيلم «اختي ستيتة» للمخرج حسين فوزي عام 1950[11]
- فيلم «ليلة الحنة» للمخرج أنور وجدي عام 1951[12][13]

## وصلات خارجية
- تاجة زكي في قاعدة بيانات الأفلام العربية
- تاجة زكي على موقع الدهليز.
- تاجة زكي على موقع كاروهات.